# Novyj Oskol
Novyj Oskol (russisk: Но́вый Оско́л) er en by i Belgorod oblast i den europæiske del af Den Russiske Føderation.
Novyj Oskol ligger ved floden Oskol, en biflod til floden Donets. Byen blev grundlagt i 1647 . Den har et areal på 16 km2
og et indbyggertal på 18.359 (2021) indbyggere. Novyj Oskol er hovedby i Novyj Oskol rajon.